# Діамантовий зелений
Діама́нтовий зелений (зелень брилья́нтова, тетраетил-4,4-диамінотрифенілметана оксалат; розм. зеленка) — синтетичний аніліновий барвник трифенілметанового ряду. Міжнародна назва: Viride Nitens. Розчин діамантового зеленого в етиловому спирті (лат. solutio viridis nitentis spirituosa) використовується як зовнішній антисептик.

## Назва
Назва «діамантовий зелений» або «зеленка» є калькою рос. бриллиантовый зелёный (втім, СУМ-11 наводить і напряму запозичену форму «зелень брильянтова»), яка, в свою чергу, помилково калькує фр. vert brillant («блискучий зелений», від лат. viridis nitens). Назва пов'язана з тим, що в сухому вигляді речовина являє собою золотисто-зелені грудочки.

## Фармакотерапевтична група
Антисептичні засоби. Код АТС D08A X09.

## Фармакологічні властивості
Фармакодинаміка. Антисептичний засіб для зовнішнього місцевого застосування. Чинить антимікробну дію, не має подразнювального ефекту.

Препарат активний відносно грампозитивних бактерій.
Фармакокінетика. Препарат місцевої дії. Даних про всмоктування в кров та включення в метаболічні процеси організму не виявлено.

## Застосування

### Медицина
Препарат застосовують зовнішньо при легких гнійно-запальних процесах шкіри (піодермія, фурункульоз, карбункул, мейболеїт[джерело?], блефарит), а також для обробки шкірних покривів після операцій та травм.
«Зеленка» використовується для дезінфекції при вростаннях нігтів. Використання діамантового зеленого багато в чому взаємозамінне з розчином йоду, але д.з. частіше використовується при ранах на губі чи інших ніжних місцях[джерело?].
Використовують як контраст при ревізії нориць.

#### Ефективність
Є одним із найпопулярніших антисептиків на території колишнього СРСР, але рідко використовується (хоча дозволений) в країнах з розвиненою медициною — завдяки існуванню більш ефективних антисептиків, таких як повідон-йод та хлоргексидин. Зокрема, вони не мають такого забарвлюючого ефекту та менше подразнюють тканини.
Традиційне використання проти вітрянки також під сумнівом: для усунення свербіння кращу ефективність показують антигістамінні препарати.[джерело?]

### Мікробіологія
Застосовується для фарбування клітин, утворення поживного середовища для висівання та ідентифікації бактерій Salmonella.

## Безпека
При застосуванні можуть виникнути алергічні реакції (свербіння, кропив'янка). Спирт, що міститься в складі зеленки, може подразнювати слизові оболонки.
Потрапляння зеленки в око може викликати серйозні травми, аж до сліпоти.
При одночасному використанні з препаратами для зовнішнього застосування, що містять органічні сполуки, може денатурувати білки, утворювати нові шкідливі сполуки.

## Синоніми
Malachite green G, Emerald green, Solid green JJO, Diamond green G, Aniline green, Benzaldehyde green, Fast green J